# Chris Vui

a Compétitions nationales et continentales officielles uniquement.

b Matchs officiels uniquement.
Dernière mise à jour le 4 mars 2025.
Chris Vui, né le 11 février 1993 à Auckland en Nouvelle-Zélande, est un joueur de rugby à XV international samoan évoluant au poste de deuxième ligne ou de troisième ligne aile.

## Carrière

### En club
Chris Vui a commencé sa carrière professionnelle en 2014 avec la province de North Harbour en NPC (championnat des provinces néo-zélandaises). Il ne dispute aucun match lors de sa première saison, notamment en raison d'une blessure,
Au cours de la saison 2015 de Super Rugby, il est appelé par la franchise des Blues pour pallier de nombreuses blessures dans l'effectif. Il fait ses débuts en Super Rugby le 6 juin 2015 en étant sur banc face aux Crusaders. Il connait sa première titularisation au poste de troisième ligne aile la semaine suivante, lors de la dernière journée de la saison. Il n'obtient cependant pas de contrat pour la saison suivante.
Avec North Harbour, il est nommé capitaine pour la saison 2016 de NPC. Au terme de la saison, il remporte avec son équipe le Championship (deuxième poule du NPC) après la finale remportée contre Otago.
En décembre 2016, il rejoint le club anglais des Worcester Warriors qui évolue en Premiership jusqu'à la fin de la saison en cours.
La saison suivante, il rejoint Bristol Rugby, qui viennent d'être relégués en RFU Championship (2e division anglaise) et participe à leur remontée immédiate en Premiership pour la saison 2018-2019,. Après une première saison où s'impose comme un cadre du club, il prolonge son contrat jusqu'en 2022. En février 2022, il prolonge à nouveau son contrat, cette fois pour quatre saisons supplémentaires, portant son engagement jusqu'en 2026.
Chris Vui ne joue aucun match lors de la saison 2023-2024, en raison de « problèmes familiaux privés », et quitte le club de Bristol en juin 2024 sans qu'aucune cause ne soit détaillée,.

### En équipe nationale
Chris Vui a joué avec l'équipe de Nouvelle-Zélande des moins de 20 ans en 2013, disputant à cette occasion le championnat du monde junior 2013,.
Il est sélectionné pour la première fois avec l'équipe des Samoa en octobre 2016. Il obtient sa première cape internationale le 12 novembre 2016 à l'occasion d'un test-match contre l'équipe de France à Toulouse.
En novembre 2017, il est nommé capitaine de sa sélection pour la tournée en Europe,.
En 2019, il est retenu par le sélectionneur Steve Jackson dans le groupe samoan pour disputer la Coupe du monde au Japon. Il dispute quatre matchs lors de la compétition, contre la Russie, l'Écosse, le Japon et l'Irlande.
En 2022, il remporte avec son équipe la Coupe des nations du Pacifique.
En août 2023, il est annoncé au sein du groupe samoan retenu pour participer au Mondial 2023 en France. Il se partage le rôle de capitaine avec Michael Alaalatoa lors de la compétition. Il joue les deux premiers matchs de son équipe comme titulaire. Il quitte ensuite brusquement le groupe samoan en cours de compétition, en raison de problèmes personnels. 

## Palmarès

### En club
- Vainqueur de la poule Championship de NPC en 2016 avec North Harbour.
- Vainqueur du RFU Championship en 2018 avec Bristol.
- Vainqueur du Challenge européen en 2020 avec Bristol.

### En équipe nationale
- Vainqueur de la Coupe des nations du Pacifique en 2022.

### Distinctions personnelles
- Membre de l'équipe type du Championnat d'Angleterre en 2021[29].

## Statistiques internationales
- 29 sélections avec les Samoa depuis 2016.
- 5 points (1 essais).

- Participation à la Coupe du monde en 2019 (4 matchs) et 2023 (2 matchs).